# Slobidka (oblast d'Odessa)
Slobidka (ukrainien : Слобідка, russe : Слобідка) est une commune urbaine de l'oblast d'Odessa, en Ukraine. Elle compte 2 271 habitants en 2021.